# Musée d'Art moderne et contemporain (Genève)
Pour les articles homonymes, voir Musée d'art moderne et contemporain.
Le musée d’Art moderne et contemporain, dont l'acronyme est « MAMCO », est un musée d’art contemporain de Suisse. Il est situé dans le quartier des Bains, au centre de Genève.
Le MAMCO dispose d'une surface d'exposition de 3 500 m2 et fonde son travail sur une collection de 3 000 œuvres. Depuis son ouverture en 1994, le musée a présenté des expositions rendant compte de la scène artistique suisse et internationale. Des rétrospectives sont régulièrement proposées, comme celles consacrées à Martin Kippenberger, Jim Shaw, Sylvie Fleury, John Armleder ou William Leavitt.
Trois fois par an, le MAMCO renouvelle sa présentation et ses expositions.

## Historique

### Association des amis du MAMCO
En 1973, l'Amam est créée avec le projet partagé de créer une collection et convaincre la ville de Genève de l'opportunité de l'ouverture d'un musée d'Art moderne et contemporain. Après une quinzaine d'années de travail (expositions, colloques, manifestations et invitations d'artistes suisses et étrangers), en 1989, l'association parvient à convaincre les autorités de la ville de faire l'acquisition du bâtiment de la société genevoise des instruments de physique. Le musée est inauguré cinq ans plus tard, en 1994.
Une fois le musée créé en 1994, l'Amam devient l'Association des amis du MAMCO (AMAMCO). Ses objectifs les plus importants sont d'apporter un soutien au musée et à ses missions et notamment de développer un fonds d'acquisition destiné à enrichir ses collections. Elle organise aussi des cours sur l'art contemporain et des voyages pour découvrir l'art contemporain en Suisse, en Europe et dans le monde.L'association compte plus de 1 000 membres en 2019 et est présidée par Patrick Fuchs.

### Ouverture du musée
Le MAMCO a ouvert ses portes en 1994 sous la direction de Christian Bernard qui l'a dirigé jusqu'en 2015, en collaboration avec Françoise Ninghetto. Le musée est installé dans l'ancienne usine de la société genevoise des instruments de physique, bâtiment acquis par la ville de Genève et mis à la disposition du MAMCO. Il est appelé BAC pour Bâtiment d'art contemporain, car il regroupe le Centre d’art contemporain, le Centre de la photographie Genève, le Commun ainsi que le Fonds municipal d'art contemporain de la ville de Genève (FMAC). Depuis le 1er janvier 2005, le musée est géré par une fondation de droit public, la Fondamco, présidée par Philippe Bertherat, qui réunit la Fondation MAMCO, également présidée par Philippe Bertherat, le Canton et la ville de Genève.

### Sous la direction de Christian Bernard
Le musée a eu pour directeur Christian Bernard de 1994 à 2015. Sous sa direction, l'un des principes du MAMCO était de ne pas sacraliser, ni les œuvres, ni les espaces et donner autant d'importance aux espaces de circulation et interstices qu'aux salles d'expositions, en procédant ainsi à une dé-hiérarchisation. Une autre caractéristique importante est l'absence de distinction entre les expositions temporaires (ensemble d’œuvres présentées uniquement pour une courte durée) et les œuvres de la collection, ce qui renforce la mobilité dans les cadres d'expositions. Le MAMCO se proposait également de ne pas suivre de chronologie, ni d'approche monographique. Christian Bernard, qui a conçu les lignes directrices du musée durant ses vingt années de direction, souhaitait tisser une relation de proximité entre les œuvres et les visiteurs, et entre les œuvres elles-mêmes. Il définissait le musée en termes d'intérieur domestique plutôt que de lieu public

### Sous la direction de Lionel Bovier
Depuis 2016, le musée est dirigé par le curateur indépendant, éditeur et historien de l'art, Lionel Bovier. Dès son entrée en fonction, de nombreux changements ont été apportés au musée autant au niveau structurel et conceptuel qu'administratif. La volonté de placer le MAMCO sur le débat international qui concerne les institutions muséales contemporaines a permis de définir de nouvelles lignes directoriales au musée. Les paramètres tels que la numérisation, l'élargissement du public de l'art et l'expansion territoriale des domaines artistiques sont en train de profondément reconfigurer les rapports au public et au savoir. Le directeur pense que ce sont des sujets sur lesquels le MAMCO peut apporter matière de par les principes fondateurs du musée qui lui permettent une flexibilité exceptionnelle. Ainsi, depuis l'entrée en fonction de Lionel Bovier, l'accueil du public, le siteweb et l'identité visuelle de l'institution ont été profondément réaménagés. De nombreux murs ont été abattus pour améliorer la circulation dans l'espace des visiteurs et des normes d'hydrométries ont été mises en vigueur afin d'augmenter les capacités d'accueil des œuvres d'art. Le directeur a également opté pour un retour à une organisation plus chronologique et historique de l'art. C'est pour lui « la manière la plus simple pour rendre compte de ce qui se passe à un moment donné sur une scène artistique ».

## Histoire de la collection

### Œuvres dans l'escalier

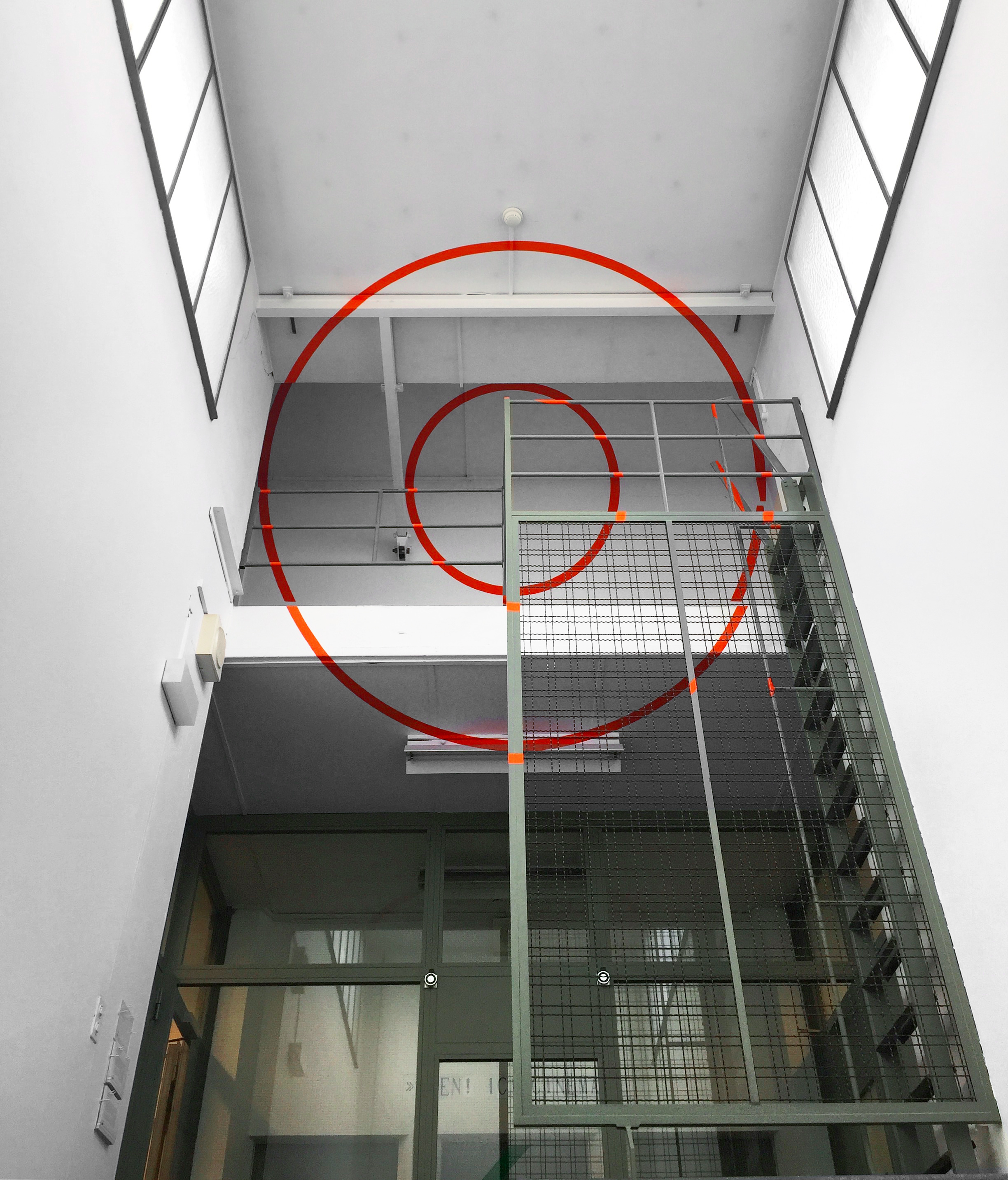
L'arrivée au 4e étage du MAMCO depuis les escaliers

Dans l'idée de dé-sacralisation tant de l'art que des espaces, une exposition a été organisée trois mois avant l'ouverture officielle du MAMCO en 1994. Elle se proposait d'utiliser les espaces tel que la cage d'escalier comme espace d'exposition. L'exposition intitulée Le Musée est dans l'Escalier est la première exposition dans ce nouveau bâtiment, après la cessation des activités dans "l'Antichambre" voisine. Ce sont les œuvres de Maurizio Nannucci, Felice Varini et Michel Verjux qui inaugurent la cage d'escalier, rejointes par la suite par d'autres.
La liste suivante constitue l'ensemble encore visible aujourd'hui et ont la caractéristique d'être des œuvres site-specifique (en), qui existent en interdépendance avec le lieu :
- Gérald Minkoff, » Amen! ici cinéma «, 1978
- Maurizio Nannucci, Art, Text, Light, Sign, 1994
- Matt Mullican, Untitled, 1984
- Martin Kippenberger, Table d'orientation, 1994
- Felice Varini, Cercles concentriques via le rectangle, 1994
- Gianni Motti, Big Crunch Clock, horloge digitale, 1999

### Œuvres permanentes dans le bâtiment (hors escaliers)
- Siah Armajani, Dictionary for Building, 1974-1975, ensemble de plus d'une centaine de maquettes de projets architecturaux présentées dans une salle dont l'artiste a conçu le mobilier.
- Robert Filliou, Eins. Un. One…, 1984, œuvre composée de 16 000 dés de couleurs et de dimensions différentes - (Enlevée depuis 2015)
- Martin Kippenberger, Moma’s Project avec des œuvres de Lukas Baumewerd, Hubert Kiecol, Christopher Wool, Michael Krebber, Ulrich Strothjohann - (Enlevée depuis 2015)
- Claudio Parmiggiani, Luce, luce, luce, 1968 (1995), pigment pur (jaune de Cadmium) - (Enlevée depuis 2015)
- Claude Rutault, L’Inventaire, stock de toiles égal au nombre de définitions - méthodes écrites au jour de l’installation
- Sarkis, L'Atelier depuis 19380
- Sylvie Fleury, Be Good ! Be Bad ! Just Be !, installation aux dimensions de la salle, 2008
- Christo, Corridor Store Front, 1967 et dessins de projets, 1964-1969
- Gordon Matta-Clark, Open House, 1972

Toilettes femmes
- Étienne Bossut, Miroirs, 1996
- Stéphane Steiner, Fourmis, 1998
- Philippe Parreno, Vous la connaissez (c'est l'histoire d'un petit Corse), 1993

Toilettes homme
- Philippe Ramette, Miroirs déformés, 1996
- Stéphane Steiner, Fourmis, 1998

### L'Appartement
L'Appartement est un espace qui se trouve au troisième étage du MAMCO. Il s'agit d'une reconstitution quasi-fidèle (agencement, mobilier, décor, œuvres d’art) de celui qu’a occupé et aménagé Ghislain Mollet-Viéville au 26 de la rue Beaubourg à Paris entre 1975 à 1991. Ghislain Mollet-Viéville, agent d'art, expert auprès des tribunaux, est spécialiste de l'art minimal et de l'art conceptuel, dont il consacre une grande partie de sa collection. Le mobilier de l’Appartement est conçu pour respecter la notion de dépouillement, de simplicité des formes et de couleur que préconisent les artistes qui ont eu cette pratique. L'idée de possession de l’œuvre fait également partie de la réflexion de Ghislain Mollet-Viéville et, à un tel point qu'il décide de vivre dans le dépouillement, sans la présence de celles-ci, car elles existent dans son esprit comme concept. Christian Bernard propose de recomposer l'Appartement au MAMCO et d'installer les œuvres dans ce nouvel espace, questionnant ainsi le rapport du spectateur au musée, mais également la façon d'exposer et de voir les œuvres. En effet, les œuvres n'ont pas de socles, ne sont pas éclairées de manière spécifique et individuelle et ne sont pas mises en scène, comme il pourrait être attendu d'un espace de musée. Les œuvres exposées dans l’Appartement constituent une sélection des œuvres marquantes et caractéristiques du minimalisme et du conceptualisme. Leur disposition évolue en fonction des expositions et est sujette à changements. Dans cet espace du MAMCO, une chambre, un salon, une salle à manger et un espace qui est considéré comme le bureau reconstituent l’Appartement,,,.
Sélection d’œuvres de l’Appartement
- Sol LeWitt, Incomplete Open Cube. Seven Parts Variation n° 3 (7-3), n° 1 (7-1), 1973-1974
- Sol LeWitt, Wall Drawing no 43, 1970
- Dan Flavin, Blue and Red Fluorescent Light, deux néons ; 122,5 x 61,5, ca 1990
- Donald Judd, Untitled, acier inoxydable ; 15,2 x 68,6 x 61 cm, 1965
- Lawrence Weiner, IN AND OUT - OUT AND IN AND IN AND OUT - AND OUT AND IN, 1974
- Lawrence Weiner, From White to Red, From wood to stone, From sea to sea (Being within the context of (a) movement ..., 1974
- Joseph Kosuth, Neon, 1965
- Daniel Buren, Riflesso, une peinture en 5 parties pour 2 murs, septembre 1980
- John Mc Cracken, Spiffy move, 1967
- Carl Andre, 10 steel row, 1967

## Artistes exposés au MAMCO
- John Armleder[14].
- Art & Language
- Silvia Baechli
- Ericka Beckman
- Cécile Bart
- Marion Baruch
- Donatella Bernardi
- Pierrette Bloch
- Cathryn Boch
- Katinka Bock
- Laurence Bonvin
- Frédéric Bruly Bouabré
- Botto e Bruno
- Nina Childress (deux expositions)
- Béatrice Cussol
- Rasheed Araeen (en)
- Sylvie Defraoui
- Émilie Ding
- Valie Export
- Maud Faessler
- Sylvie Fleury (deux expositions)
- Vidya Gastaldon (deux expositions)
- Francesca Babbiani
- Renée Green
- Wade Guyton
- Marcia Hafif (trois expositions)
- Nicole Hassler
- Romane Holderried Keasdorf
- Chourouk Hriech
- Marine Hugonnier
- Hippolyte Hentgen
- Anne Marie Jugnet et Alain Clairet
- Sonia Kacem
- Ivana Keser
- Kuchta Klára (hu)
- Natacha Lesueur (deux expositions)
- Zilla Leutenegger
- Renée Levi
- Sherrie Levine (exposition quasi permanente)
- Kristin Lucas
- Eva Marisaldi
- Agnes Martin
- Marie-Eve Mestre
- Anita Molinero (deux expositions)
- Elena Montesinos
- Olivier Mosset
- Elizabeth Murray
- Mrzyk et Moriceau
- Maria Nordman
- Nathalie Novarina et Marcel Croubalian
- Amy O'Neill (quatre expositions)
- Kristin Oppenheim
- Meret Oppenheim
- Mai-Thu Perret
- Charlotte Posenenske
- Delphine Reist
- Sophie Ristelhueber
- Yo Sermayer
- Tony Smith[14].
- Store Leve
- Elaine Sturtevant
- Marion Tampon-Lajariette
- Tatiana Trouvé[14]. (deux expositions)
- Joëlle Tuerlinckx
- Júlia Ventura
- Hannah Villiger
- Cosima von Bonin
- Ullah Von Brandenburg
- Kelley Walker
- Marijke van Warmerdam
- Marnie Weber
- François Mangeol

## Publications
Depuis son ouverture, le MAMCO a publié de nombreux ouvrages sur l'art contemporain, contribuant ainsi à la recherche. Le musée privilégie des projets d'artistes, des monographies sur les artistes exposés et des textes historiques ou théoriques sur l'histoire de l'art.
- Jean-Philippe Antoine, La traversée du XXe siècle. Joseph Beuys, l'image et le souvenir, Genève, Mamco, 2011, 416 p. (ISBN 978-2-84066-500-7)
- Jean-Philippe Antoine, Farces et attrapes. Inventer les images, Genève, Mamco, 2017, 160 p. (ISBN 978-2-940159-94-9)
- (fr + en) Jens Asthoff, Paul Galvez et Marie Murracciole, Bernard Piffaretti, catalogue raisonnable 1980/2016, Genève, Mamco, 2016, 288 p. (ISBN 978-2-940159-82-6)
- Bertrand Bacqué, Cyril Neyrat, Clara Schulmann, Véronique Terrier Hermann (dir.), Jeux sérieux. Cinéma et art contemporains transforment l'essai, Genève, Mamco, 2015, 578 p. (ISBN 978-2-940159-72-7)
- Christian Besson, Abductions. L'oeuvre et son interprétant, Genève, Mamco, 2006, 320 p. (ISBN 978-2-940159-37-6)
- Mel Bochner, Spéculations. Écrits, 1965-1973, Genève, Mamco, 2003, 322 p. (ISBN 978-2-940159-29-1)
- Yve-Alain Bois (trad. de l'anglais), La Peinture comme modèle, Genève, Mamco, 2017, 448 p. (ISBN 978-2-84066-950-0)
- Jean-Louis Boissier, L'Écran comme mobile, Genève, Mamco, 2016, 240 p. (ISBN 978-2-940159-86-4)
- Jean-Louis Boissier, La relation comme forme. L’interactivité en art. Nouvelle édition augmentée, Genève, Mamco, 2008, 336 p. (ISBN 978-2-84066-277-8)
- Etienne Bossur, Bidon. Petits dessins 1979-2003, Genève, Mamco, 2004, 184 p. (ISBN 978-2-940159-33-8)
- Lionel Bovier, Christophe Chérix, L’Irrésolution commune d’un engagement équivoque Écart, Genève 1969-1982, Genève, Mamco, 1997, 156 p. (ISBN 978-2-940159-07-9)
- Lionel Bovier, Mamco Genève, 1994-2016, Genève, Mamco, 2017, 400 p. (ISBN 978-2-940159-88-8)
- Marie-Hélène Breuli, Claude Rutault. L'inventaire, Genève, Mamco, 2015, 176 p. (ISBN 978-2-940159-71-0)
- Érik Bullot, Sortir du cinéma. Histoire virtuelle des relations de l’art et du cinéma, Genève, Mamco, 2013, 272 p. (ISBN 978-2-940159-53-6)
- Érik Bullot, Le Film et son double. Boniment, ventriloquie, performativité, Genève, Mamco, 2017, 144 p. (ISBN 978-2-940159-93-2)
- Victor Burgin, Scripts, Genève, Mamco, 2016, 288 p. (ISBN 978-2-940159-78-9 et 2-940159-78-5)
- Victor Burgin, Gülru Çakmak, David Campany, Homay King, D. N. Rodowick, Anthony Vidler (trad. de l'anglais), Projectif. Essais sur l’œuvre de Victor Burgin, Genève, Mamco, 2016, 288 p. (ISBN 978-2-940159-73-4)
- (fr + en) Éric de Chassey, Pascal Pinaud Transpainting, Genève, Mamco, 2003, 168 p. (ISBN 978-2-940159-28-4)
- Éric de Chassey, Catherine Perret, Philippe Gronon. L’objet de la photographie, Genève, Mamco, 2010, 208 p. (ISBN 978-2-940159-42-0)
- (en) Éric de Chassey (trad. de l'anglais), Marcia Hafif. La période romaine : Italian Paintings, 1961-1969. Pré- cédé d’un entretien avec l’artiste, Genève, Mamco, 2010, 296 p. (ISBN 978-2-940159-39-0)
- Dominique Chateau, L'art comptant pour un…, Genève, Mamco + Les presses du réel, 2009, 108 p. (ISBN 978-2-84066-281-5)
- Jean-François Chevrier, Jean-Marc Huitorel, Yves Bélorgey. Anthropologie de l’espace, Genève, Mamco, 2012, 192 p. (ISBN 978-2-940159-52-9)
- Thierry Davila, Natacha Lesueur. Surfaces, merveilles et caprices, Genève, Mamco, 2011, 208 p. (ISBN 978-2-940159-48-2)
- Michel Deutsch, Germania, tragédie et état d’exception. Une introduction à l’œuvre de Heiner Müller, Genève, Mamco, 2012, 400 p. (ISBN 978-2-940159-44-4)
- Thierry de Duve, Faire école (ou la refaire?). Nouvelle édition revue et augmentée, Genève, Mamco, 2008, 232 p. (ISBN 978-2-84066-228-0)
- Thierry de Duve, Essais datés I : Duchampiana, Genève, Mamco, 2014, 240 p. (ISBN 978-2-940159-59-8)
- Thierry de Duve, Essais datés II : Adresses, Genève, Mamco, 2016, 176 p. (ISBN 978-2-940159-80-2)
- Nicolas Faure, Philippe Lacoue-Labarthe, Jean-Luc Nancy, Portraits/Chantiers, Genève, Mamco, 2004, 144 p. (ISBN 978-2-940159-27-7)
- Michel Gauthier, L'Anarchème, Genève, Mamco, 2002, 176 p. (ISBN 978-2-940159-22-2)
- Michel Gauthier, Le Temps des intermèdes (Franz Ackermann, Sarah Morris, Didier Marcel, Franck Scurti, Hugues Reip, Xavier Veilhan, Mathieu Mercier, Simon Starling, Bojan Sarcevic, Paul Sietsema), Genève, Mamco, 2017, 272 p. (ISBN 978-2-84066-951-7)
- Anne Giffon-Selle, Les Astronautes du dedans. L’assemblage californien 1950/1970, Genève, Mamco, 2017, 256 p. (ISBN 978-2-84066-952-4)
- Gilbert Gendre, Peinture à la ligne. Dessins de projets (1998-1999), Genève, Mamco, 1999, 48 p. (ISBN 978-2-940159-13-0)
- Thomas Golsenne, Pascal Pinaud. Serial Painter, Genève, Mamco, 2014, 288 p. (ISBN 978-2-940159-55-0)
- Thomas Huber, Mesdames et Messieurs. Conférences 1982-2010, Genève, Mamco, 2012, 656 p. (ISBN 978-2-940159-50-5)
- Peter Hutchinson (trad. de l'anglais), Dissoudre les nuages, Genève, Mamco, 2014, 224 p. (ISBN 978-2-940159-67-3)
- (fr + de) Martin Kippenberger, Kippenberger sans peine : Kippenberger leicht gemacht, Genève, Mamco, 1997, 96 p. (ISBN 978-2-940159-03-1)
- Philippe Lacoue-Labarthe, Écrits sur l'art. Nouvelle édition revue et corrigée, Genève, Mamco, 2014, 264 p. (ISBN 978-2-84066-767-4)
- Bertrand Lavier, Conversations. 1982-2001, Genève, Mamco, 2001, 208 p. (ISBN 978-2-940159-21-5)
- Robert Lebel, Sur Marcel Duchamp, Genève, Mamco, 2015, 192 p. (ISBN 978-2-940159-69-7)
- Robert Lebel, Masque à lame, Genève, Mamco, 2015, 26 p. (ISBN 978-2-940159-70-3)
- Robert Lebel, Le Surréalisme comme essuie-glace, 1943-1984. Oeuvres complètes t.1, Genève, Mamco, 2016, 400 p. (ISBN 978-2-940159-79-6)
- Jean-Claude Lebensztejn, Malcolm Morley. Itinéraires, Genève, Mamco, 2002, 264 p. (ISBN 978-2-940159-23-9)
- (fr + en) David Lemaire, Alain Huck. La Symétrie du saule, Genève, Mamco, 2015, 344 p. (ISBN 978-2-940159-76-5 et 2-940159-76-9)
- Sherrie Levine, New Photography, Genève, Mamco, 1996, 64 p. (ISBN 978-2-940159-01-7)
- Marjolaine Lévy, Les modernologues : David Diao, Simon Starling, Josiah McElheny, Martin Boyce, Lucy Williams, Farah Atassi, Genève, Mamco, 2017, 144 p. (ISBN 978-2-940159-87-1)
- Christian Marclay, Snap!, Genève, Mamco + Master professionnel "Métiers et art de l'exposition", Université de Rennes, 2009, 368 p. (ISBN 978-2-84066-279-2)
- Serge Margel, L’Autonomie de l’œuvre d’art, Genève, Mamco, 2017, 400 p. (ISBN 978-2-940159-89-5)
- Joseph Masheck (trad. de l'anglais), Le Paradigme du tapis. Prolégomènes critiques à une théorie de la planéité, Genève, Mamco, 2011, 96 p. (ISBN 978-2-940159-45-1)
- Valérie Mavridorakis (éd.), Art et Science-fiction : La Ballard Connection, Genève, Mamco, 2011, 272 p. (ISBN 978-2-940159-46-8)
- Gérald Minkoff, Tir, cet écrit, Genève, Mamco, 1997, 104 p. (ISBN 978-2-940159-04-8)
- Robert Morris, Télégramme. Les années rationnées, Genève, Mamco, 2000, 72 p. (ISBN 978-2-940159-16-1)
- Herbert Molderings (trad. de l'allemand), Duchamp traversé. Essais 1975-2012, Genève, Mamco, 2014, 432 p. (ISBN 978-2-940159-60-4)
- Olivier Mosset, Deux ou trois choses que je sais d’elle... Écrits et entretiens, 1966-2003, Genève, Mamco, 2005, 320 p. (ISBN 978-2-940159-34-5)
- (fr + en) Claudio Parmiggiani, Livre d'heures. Dessins de projets, Genève, Mamco, 1997, 198 p. (ISBN 978-2-940159-00-0)
- Maurice Pianzola, Partir à Pernambouc, Genève, Mamco, 1999, 52 p. (ISBN 978-2-940159-17-8)
- Maurice Pianzola, Tu ne joues jamais le jeu, Genève, Mamco, 2003, 156 p. (ISBN 978-2-940159-26-0)
- (fr + en) Arnauld Pierre, Christian Floquet. Engager la peinture, Genève, Mamco, 2013, 280 p. (ISBN 978-2-940159-56-7)
- Bernard Piffaretti et alii, Si vous avez manqué la première partie... Fortune critique, écrits et entretiens, 1982-2007, Genève, Mamco + Les presses du réel, 2008, 248 p. (ISBN 978-2-84066-227-3)
- Pascal Pinaud et Fabien Faure, Pascal Pinaud dessins, Genève, Mamco, 2017, 96 p. (ISBN 978-2-940159-92-5)
- Jean-Marc Poinsot, Quand l’œuvre a lieu. L’art exposé et ses récits autorisés. Nouvelle édition revue et augmentée, Genève, Mamco, 2008, 376 p. (ISBN 978-2-84066-229-7)
- (fr + en) Cahterine Quéloz, Christian Robert-Tissot, Genève, Mamco, 1999, 122 p. (ISBN 978-2-940159-11-6)
- Fabienne Radi, Ça prend. Art contemporain, cinéma et pop culture, Genève, Mamco, 2013, 224 p. (ISBN 978-2-940159-54-3)
- Scarlett et Philippe Reliquet (éd.), Correspondance Marcel Duchamp : Henri-Pierre Roché 1918-1959, Genève, Mamco, 2012, 304 p. (ISBN 978-2-940159-49-9)
- Frédéric Roux, Copié/collé. Magazine, Genève, Mamco, 2005, 320 p. (ISBN 978-2-940159-35-2)
- Claude Rutault, Dé-finitions/méthodes, Genève, Mamco, 2016, 864 p. (ISBN 978-2-940159-68-0 et 2-940159-68-8)
- Claude Rutault, Camontanologue, Genève, Mamco, 1999, 48 p. (ISBN 978-2-940159-14-7)
- Yvan Salomone, Le point d’Ithaque. Cahiers 1991-2006, Genève, Mamco, 2010, 608 p. (ISBN 978-2-940159-40-6)
- Yvan Salomone, Zoneblanche. 1991-2006, Genève, Mamco, 2014, 606 p. (ISBN 978-2-940159-58-1)
- Yvan Salomone, Évaporation, Genève, Mamco, 2017, 352 p. (ISBN 978-2-940159-91-8)
- Max Schoendorff, Peintre avant tout. Entretien avec Jean-Paul Jungo, écrits, œuvres, Genève, Mamco, 2016, 288 p. (ISBN 978-2-940159-75-8)
- Alain Séchas, Café noir, Genève, Mamco, 2003, 109 p. (ISBN 978-2-940159-30-7)
- Didier Semin, L’Atlantique à la rame. Humeurs et digressions, Genève, Mamco + Les presses du réel, 2008, 72 p. (ISBN 978-2-84066-276-1)
- Didier Semin, Le Peintre et son modèle déposé, Genève, Mamco, 2001, 154 p. (ISBN 978-2-940159-20-8)
- Maria Stavrinaki, Le sujet et le milieu. Huit textes sur les avant-gardes allemandes, Genève, Mamco, 2017, 288 p. (ISBN 978-2-940159-92-5)
- Philippe Thomas et alii, Sur un lieu commun et autres textes, Genève, Mamco, 1999, 366 p. (ISBN 978-2-940159-10-9)
- Luc Thuymans, Doué pour la peinture. Conversations avec Jean-Paul Jungo, Genève, Mamco, 2006, 104 p. (ISBN 978-2-940159-38-3)
- Bernar Venet, La conversion du regard. Textes et entretiens 1975-2010 Nouvelle édition augmentée, Genève, Mamco, 2010, 304 p. (ISBN 978-2-940159-43-7)
- Bernar Venet, Apoétiques. 1967-1998, Genève, Mamco, 1999, 144 p. (ISBN 978-2-940159-12-3)
- Michel Ventrone et Daniel Walravens, Parallélépipédicolor, Genève, Mamco, 2000, 32 p. (ISBN 978-2-940159-18-5)
- (fr + de) Franz Erhard Walther, Abc... Museum : Wortbilder, Genève, Mamco, 2004, 296 p. (ISBN 978-2-940159-32-1)
- (fr + en) Marnie Weber, The Day of Forevermore Synopsis, Script, Storyboard, Genève, Mamco, 2016, 96 p. (ISBN 978-2-940159-77-2)
- (fr + de) Michel Würthle, Appetiti, Genève, Mamco, 1996, 39 p. (ISBN 978-2-940159-02-4)

### Publications périodiques
- Dominique Chateau, et. alii, RETOUR D’Y VOIR Numéros Un et Deux, Genève, Mamco, 2008, 280 p. (ISBN 978-2-84066-275-4)
- Pierre Bazantay, et. alii, RETOUR D’Y VOIR Numéros Trois et Quatre, Genève, Mamco, 2010, 416 p. (ISBN 978-2-940159-41-3)
- Jean-Philippe Antoine, et. alii, RETOUR D’Y VOIR Numéro Cinq, Genève, Mamco, 2012, 368 p. (ISBN 978-2-940159-51-2)
- François Albera, et. alii, RETOUR D’Y VOIR Numéros Six, Sept, Huit, Genève, Mamco, 2013, 1120 p. (ISBN 978-2-940159-61-1)
- MAMCO Journal, depuis 2018